# Rue François-Coppée
La rue François-Coppée est une rue du 15e arrondissement.

## Situation et accès
Longue de 104 mètres, elle commence 47, avenue Félix-Faure et finit en impasse.
Le quartier est desservi par la ligne 8 du métro, à la station Boucicaut.

## Origine du nom

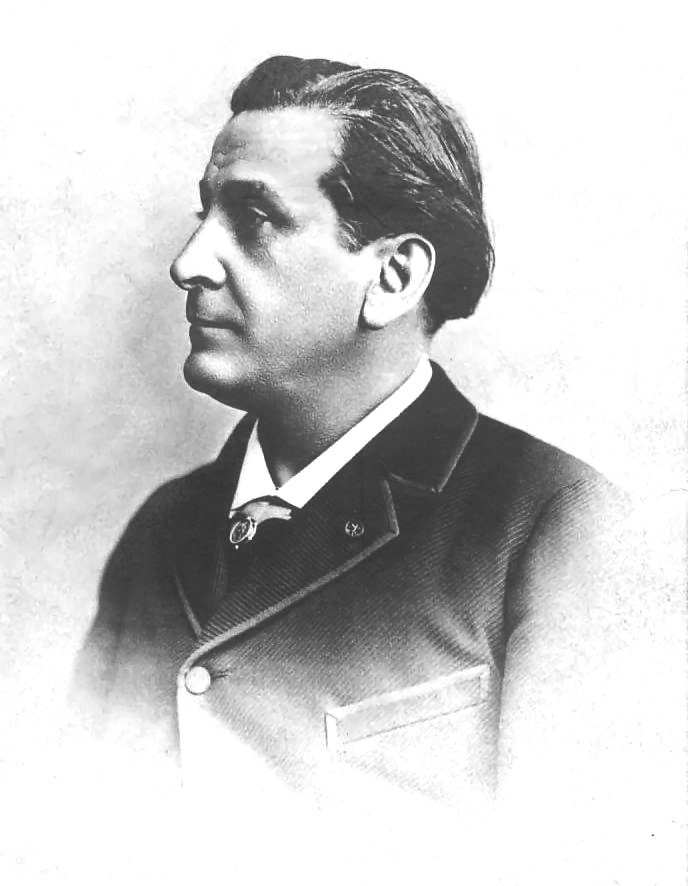
François Coppée.

Elle porte le nom du poète et dramaturge français François Coppée (1842-1908).

## Historique
Cette voie, ouverte sous sa dénomination actuelle en 1911 en hommage au poète décédé trois ans plus tôt, est classée dans la voirie parisienne en vertu d'un arrêté du 9 juin 1931.

## Bâtiments remarquables et lieux de mémoire
- No 2 : à cette adresse a vécu et est mort le linguiste Albert Dauzat (1877-1955), comme le signale une plaque en façade.